# Jeux de l'Empire britannique et du Commonwealth de 1966
Navigation
Édition précédente Édition suivante
Les Jeux de l'Empire britannique et du Commonwealth de 1966, VIIIe édition des Jeux, se déroulent à Kingston en Jamaïque, du 5 au 13 août 1966. Alors que l'Empire britannique est en passe d'être démantelé, ce sont les derniers Jeux à employer le terme d'« Empire ». Ce sont également les premiers Jeux du Commonwealth à se dérouler en dehors des « Dominions blancs » (Australie, Canada, Nouvelle-Zélande) ou du Royaume-Uni, et les seuls à ce jour à être accueillis par un pays des Caraïbes. La Jamaïque est alors indépendante depuis quatre ans, et membre du Commonwealth des Nations.

## Pays participants
Antigua-et-Barbuda participe pour la première fois. L'Arabie du Sud participe pour la première et unique fois. 
| - Aden - Angleterre - Antigua-et-Barbuda - Arabie du Sud - Australie - Bahamas - Barbade - Bermudes - Canada - Ceylan - Écosse - Fidji | - Ghana - Gibraltar - Guyana - Honduras - Île de Man - Inde - Irlande du Nord - Jamaïque - Jersey - Kenya - Malaisie | - Maurice - Nigeria - Nouvelle-Zélande - Ouganda - Pakistan - Papouasie-Nouvelle-Guinée - Pays de Galles - Saint-Vincent-et-les-Grenadines - Sierra Leone | - Singapour - Tanzanie - Trinité-et-Tobago |

## Épreuves
Les disciplines sportives au programme sont revues pour la première fois depuis 1950. L'aviron et le boulingrin sont remplacés par le badminton et le tir sportif.
| - Athlétisme - Badminton - Boxe - Cyclisme - Escrime | - Haltérophilie - Lutte - Natation - Plongeon - Tir |

## Médailles par pays
Pour la première fois depuis 1934, et la dernière à ce jour, la Jamaïque n'obtient pas de médaille d'or - la sprinteuse Carmen Smith-Brown échouant notamment à un dixième de seconde à prendre la première place au 80 mètres haies. Ses Jeux à domicile marquent ainsi l'une des moins bonnes performances du pays. L'Angleterre reprend la première place au tableau des médailles, qu'elle avait cédée à l'Australie en 1962. Ces deux nations dominent une nouvelle fois la compétition.
| Rang  | Nation                    | Or  | Argent | Bronze | Total |
| ----- | ------------------------- | --- | ------ | ------ | ----- |
| 1     | Angleterre                | 33  | 24     | 23     | 80    |
| 2     | Australie                 | 23  | 28     | 22     | 73    |
| 3     | Canada                    | 14  | 20     | 23     | 57    |
| 4     | Nouvelle-Zélande          | 8   | 5      | 13     | 26    |
| 5     | Ghana                     | 5   | 2      | 2      | 9     |
| 5     | Trinité-et-Tobago         | 5   | 2      | 2      | 9     |
| 7     | Pakistan                  | 4   | 1      | 4      | 9     |
| 8     | Kenya                     | 4   | 1      | 3      | 8     |
| 9     | Inde                      | 3   | 4      | 3      | 10    |
| 9     | Nigeria                   | 3   | 4      | 3      | 10    |
| 11    | Pays de Galles            | 3   | 2      | 2      | 7     |
| 12    | Fédération de Malaisie    | 2   | 2      | 1      | 5     |
| 13    | Écosse                    | 1   | 4      | 4      | 9     |
| 14    | Irlande du Nord           | 1   | 3      | 3      | 7     |
| 15    | Île de Man                | 1   | 0      | 0      | 1     |
| 16    | Jamaïque                  | 0   | 4      | 8      | 12    |
| 17    | Bahamas                   | 0   | 1      | 0      | 1     |
| 17    | Bermudes                  | 0   | 1      | 0      | 1     |
| 17    | Guyana                    | 0   | 1      | 0      | 1     |
| 17    | Ouganda                   | 0   | 1      | 0      | 1     |
| 21    | Barbade                   | 0   | 0      | 1      | 1     |
| 21    | Papouasie-Nouvelle-Guinée | 0   | 0      | 1      | 1     |
| Total | Total                     | 110 | 110    | 120    | 340   |